# Iota Arae
Iota Arae (ι Ara, ι Arae) é uma estrela na constelação de Ara. Medições de paralaxe mostram que está a aproximadamente 930 anos-luz (290 parsecs) da Terra, com uma margem de erro de 70 anos-luz. Tem uma magnitude aparente de 5,25, sendo visível a olho nu em boas condições de visualização.
É uma estrela gigante evoluída com uma classificação estelar de B2 IIIne. A notação 'e' indica que o espectro apresenta linhas de emissão, o que significa que é uma estrela Be cercada por gás circunstelar quente. Está rotacionando rapidamente com uma velocidade de rotação projetada de 375 km/s. O efeito Doppler da rotação está fazendo as linhas de absorção ficarem largas e nebulosas, o que é indicado pela notação 'n' no tipo espectral.
Iota Arae tem cerca de 8,3 vezes a massa do Sol e está brilhante com 5 740 vezes a luminosidade solar. Essa energia está sendo irradiada da atmosfera externa a uma temperatura efetiva de 21 380 K, dando à estrela o tom azul-branco característico de estrelas de classe B. É uma estrela variável do tipo Gamma Cassiopeiae e sua magnitude varia por 0,054.